# Aunou-sur-Orne
Aunou-sur-Orne és un municipi francès situat al departament de l'Orne i a la regió de Normandia. L'any 2007 tenia 255 habitants.

## Demografia

### Població
El 2007 la població de fet d'Aunou-sur-Orne era de 255 persones. Hi havia 100 famílies de les quals 24 eren unipersonals (16 homes vivint sols i 8 dones vivint soles), 32 parelles sense fills, 40 parelles amb fills i 4 famílies monoparentals amb fills.
La població ha evolucionat segons el següent gràfic:
Habitants censats

### Habitatges
El 2007 hi havia 125 habitatges, 105 eren l'habitatge principal de la família, 15 eren segones residències i 5 estaven desocupats. 121 eren cases i 3 eren apartaments. Dels 105 habitatges principals, 86 estaven ocupats pels seus propietaris, 17 estaven llogats i ocupats pels llogaters i 2 estaven cedits a títol gratuït; 1 tenia una cambra, 3 en tenien dues, 19 en tenien tres, 26 en tenien quatre i 56 en tenien cinc o més. 80 habitatges disposaven pel capbaix d'una plaça de pàrquing. A 44 habitatges hi havia un automòbil i a 52 n'hi havia dos o més.

### Piràmide de població
La piràmide de població per edats i sexe el 2009 era:
| Homes | Edats   | Dones |
| ----- | ------- | ----- |
| 0     | 95 o +  | 0     |
| 0     | 90 a 94 | 0     |
| 0     | 85 a 89 | 0     |
| 4     | 80 a 84 | 0     |
| 8     | 75 a 79 | 12    |
| 0     | 70 a 74 | 8     |
| 4     | 65 a 69 | 0     |
| 8     | 60 a 64 | 4     |
| 8     | 55 a 59 | 0     |
| 0     | 50 a 54 | 16    |
| 16    | 45 a 49 | 8     |
| 8     | 40 a 44 | 4     |
| 12    | 35 a 39 | 8     |
| 20    | 30 a 34 | 20    |
| 4     | 25 a 29 | 8     |
| 8     | 20 a 24 | 4     |
| 4     | 15 a 19 | 4     |
| 4     | 10 a 14 | 4     |
| 8     | 5 a 9   | 16    |
| 8     | 0 a 4   | 24    |

## Economia
El 2007 la població en edat de treballar era de 173 persones, 131 eren actives i 42 eren inactives. De les 131 persones actives 125 estaven ocupades (71 homes i 54 dones) i 6 estaven aturades (3 homes i 3 dones). De les 42 persones inactives 19 estaven jubilades, 12 estaven estudiant i 11 estaven classificades com a «altres inactius».

### Ingressos
El 2009 a Aunou-sur-Orne hi havia 106 unitats fiscals que integraven 272 persones, la mediana anual d'ingressos fiscals per persona era de 17.796 €.

### Activitats econòmiques
Dels 10 establiments que hi havia el 2007, 1 era d'una empresa de fabricació d'altres productes industrials, 4 d'empreses de construcció, 2 d'empreses de comerç i reparació d'automòbils, 2 d'empreses de serveis i 1 d'una empresa classificada com a «altres activitats de serveis».
Dels 2 establiments de servei als particulars que hi havia el 2009, 1 era un paleta i 1 guixaire pintor.
L'any 2000 a Aunou-sur-Orne hi havia 23 explotacions agrícoles que ocupaven un total de 1.780 hectàrees.

## Poblacions més properes
El següent diagrama mostra les poblacions més properes.